# Johannes Bergmann (Politiker)
Johannes Theodor Andreas Bergmann (* 1. April 1865 in Eberswalde; † 7. Juni 1939 in Berlin) war ein deutscher Lehrer, Pfarrer und Politiker (Deutschsoziale Partei).

## Leben und Wirken
Johannes Bergmann legte 1884 in Eberswalde das Abitur ab und studierte dann Theologie und Philosophie in Erlangen. Dort wurde er Mitglied der D.B. Burschenschaft Germania. Er setzte das Studium in Halle und Berlin fort und legte dort die Staatsprüfungen ab. Er war dann als Lehrer tätig und gründete später eine höhere Privatschule in Tangerhütte. Danach war er Lehrer am Realgymnasium in Magdeburg und wurde 1902 Pfarrer in die Diözese Landsberg I. 1915 wurde er zum Oberlehrer am Militärpädagogium in Bromberg ernannt und wechselte 1916 als Schulleiter an die Mannhardt-Eulersche Schule in Danzig. Nach der Aufhebung der Schule war er Privatier.
In der Freien Stadt Danzig schloss er sich der antikapitalistischen und antisemitischen DSP an. 1923 bis 1927 gehörte er für diese dem Volkstag an.